# Pennella balaenopterae
Pennella balaenopterae is een eenoogkreeftjessoort uit de familie Pennellidae.

## Naam en indeling
De wetenschappelijke naam van de soort werd voor het eerst gepubliceerd door Johan Koren en Daniel Cornelius Danielssen in 1877. De soortaanduiding balaenopterae betekent vrij vertaald 'van de vinvis' en is afgeleid van de geslachtsnaam van de een van de vinvissen, Balaenoptera. Pennella balaenopterae komt echter ook voor op tandwalvissen zoals de potvis (Physeter macrocephalus). 

## Levenswijze
Pennella balaenopterae leeft parasitair op verschillende grote zeezoogdieren zoals walvisachtigen. Het lichaam van het vrouwelijke kreeftje ziet er uit als een tot dertig centimeter lange worm, het mannetje blijft aanzienlijk kleiner. De kreeft graaft zich in in de blubber onder de huid. Na de afzet van de eieren sterft het vrouwtje en valt van het lichaam van de gastheer. Het is de grootste soort copepode.